# アイモバイル・スタジアム
アイモバイル・スタジアム（英: I-mobile Stadium）は、タイ王国のブリーラム県にある競技場である。

## 概要
収容人数は14,000人。主にサッカーの試合に用いられ、タイ・プレミアリーグに所属するウワションFCがホームスタジアムとして利用している。2011年に近くに建設されたニュー・アイモバイル・スタジアムと比較して「旧」アイモバイル・スタジアムと呼ばれることがある。